# CUE (高野寛のアルバム)
『CUE』（キュー）は高野寛の3枚目のスタジオ・アルバム。1990年3月7日に発売された。

## 概要
前作『RING』から約8ヵ月振りとなるアルバム。ブレイクのきっかけとなった先行シングル「虹の都へ」を収録。
オリコンアルバムチャートで、最高位2位を記録した。
アルバムのプロデュースは先行シングル「虹の都へ」のプロデュースと同じくトッド・ラングレンが担当。レコーディングはアメリカで行われた。アメリカに行くまでアルバム用の制作時間がとれず、全曲書きかけのままアメリカへ向かい、最初の1週間は曲作りをしていたという。
現地ではトッドの手助けもあり短時間で仕上がったと述べている。1990年初回生産盤はイエローグリーンのスケルトンスリーブケース仕様。

## リリース変遷
1998年9月23日（再発）2007年12月19日（再々発）2013年7月24日（再々々発）の3度再発されている。1998年盤は1990年盤の廉価版として再発。2007年盤は「虹の都へ」（Pre-CD Version）追加、新パッケージ紙ジャケット、24bit本人監修リマスタリング仕様。2013年盤は「虹の都へ」（Pre-CD Version）追加でSHM-CD仕様。

## 収録曲
全曲　作詞・作曲・編曲：高野寛
1. I・O・N (in japanglish) [4:06]
2. 虹の都へ [3:43]
4枚目のシングル。
3. やがてふる [4:15]
シングル「虹の都へ」のカップリング曲。
4. Eye to Eye [3:53]
5. 一喜一憂 [3:20]
6. DAN DAN [3:23]
7. 幻 [3:18]
8. From Poltamba （Instrumental）[1:22]
9. 人形峠で見た少年 [3:20]
10. 友達について [3:40]
11. 大切な「物」 [4:15]
12. 化石の記憶 [4:07]
13. 9の時代 [4:30]
14. October [2:33]
15. 虹の都へ（Pre-CD Version）[3:45]（2007年盤、2013年盤のみ収録）